# 朝鮮飴

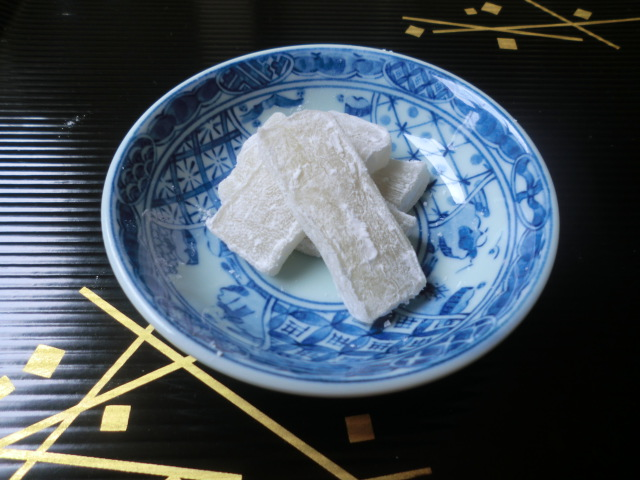
老舗園田屋の朝鮮飴

朝鮮飴（ちょうせんあめ）は、江戸時代から受け継がれる熊本県の伝統銘菓である。求肥飴の一種とされる。餅米と水飴と砂糖を独自の製法でこね合わせて長方形に型切りし片栗粉をまぶしている。上品な甘さともちもちした食感を持つ滋養豊かで日持ちする和菓子である。

## 歴史
安土桃山時代、老舗園田屋の開祖である園田武衛門により造られていた当初は、長生飴または肥後飴と呼ばれていた。文禄・慶長の役が起きると、肥後国の城主であった加藤清正がこの飴を兵糧目録に入れて朝鮮半島へ出兵し、長期の携行でも風味が損なわれず兵士達の英気を養うのに大いに役立った事から、以後は朝鮮飴と呼ばれるようになったという。また、出兵の中で当時の朝鮮半島に存在していた飴の製法が導入されたという説もあるが、老舗園田屋はこの説を否定している。
江戸時代中期までは肥後藩が買い上げる御用達とされ、製法も管理されて一般への流通は許されていなかった。兵糧として極めて有用だった事から一種の戦略物資として扱われていたようである。代々の肥後藩主は朝鮮飴を江戸幕府と朝廷への献上品、または諸大名への贈答品としても用いていた。明治時代には大久保利通が「透明にして風味甘美」「製法老熟の妙あり」と評している。
元祖である老舗園田屋の他でも製造販売が行われているが、老舗園田屋特製のものが一つ抜きん出ているとする声も多い。元々は黒砂糖と玄米を使用した淡褐色の黒朝鮮飴が製造されていたが、現在は上白糖と精白米を用いた白朝鮮飴が製造の大半を占めている。1970年代前半には30軒以上の業者が手がけて売上高の総計が10億円に達していたが、1990年代後半には2億から3億円に減少し、製造業者も老舗園田屋など数軒になっている。